# Anthony Randolph
Pour les articles homonymes, voir Randolph.
Anthony Randolph, né le 15 juillet 1989 à Wurzbach en Allemagne, est un joueur américain naturalisé slovène de basket-ball évoluant aux postes d'ailier fort et de pivot.

## Biographie

### Carrière universitaire
Entre 2007 et 2008, il joue pour les Tigers de LSU à l'université d'État de Louisiane.

### Carrière professionnelle

#### Warriors de Golden State (2008-2010)
Le 26 juin 2008, il est drafté par les Warriors de Golden State en 14e position.

#### Knicks de New York (2010-février 2011)
Le 9 juillet 2010, il est envoyé aux Knicks de New York dans le cadre d'un sign and trade incluant Ronny Turiaf et Kelenna Azubuike en échange de David Lee.

#### Timberwolves du Minnesota (février 2011-2012)
Le 22 février 2011, il est envoyé aux Timberwolves du Minnesota dans le cadre du transfert de Carmelo Anthony.

#### Nuggets de Denver (2012-2014)
Le 20 juillet 2012, Randolph signe un contrat de plusieurs années avec les Nuggets de Denver.
Le 26 juin 2014, Randolph est transféré, avec Doug McDermott, aux Bulls de Chicago contre Gary Harris, Jusuf Nurkić et un second tour de draft 2015 de la NBA.

#### Magic d'Orlando (2014)
Le 14 juillet 2014, il est transféré, avec deux futurs second tours de draft et une somme d'argent, au Magic d'Orlando en échange des droits de draft sur Milovan Raković. Le lendemain, il est coupé par le Magic.

#### Lokomotiv Kouban-Krasnodar (2014-2016)
Le 18 août 2014, il signe un contrat d'un an en Russie au Lokomotiv Kouban-Krasnodar. Le 16 avril 2015, il est nommé dans le second meilleur cinq de l'EuroCoupe.
En juillet 2015, il resigne avec le Lokomotiv. Le Lokomotiv réussit une très bonne saison en Euroligue et Randolph est nommé dans la deuxième meilleure équipe de la compétition.

#### Real Madrid (2016-2023)
Le 7 juillet 2016, il signe en Espagne au Real Madrid.
Randolph quitte le club à la fin de la saison 2022-2023. Il annonce sa retraite sportive en décembre 2024.

### En sélection
Naturalisé slovène, il remporte l'Eurobasket 2017 avec cette sélection.

## Palmarès

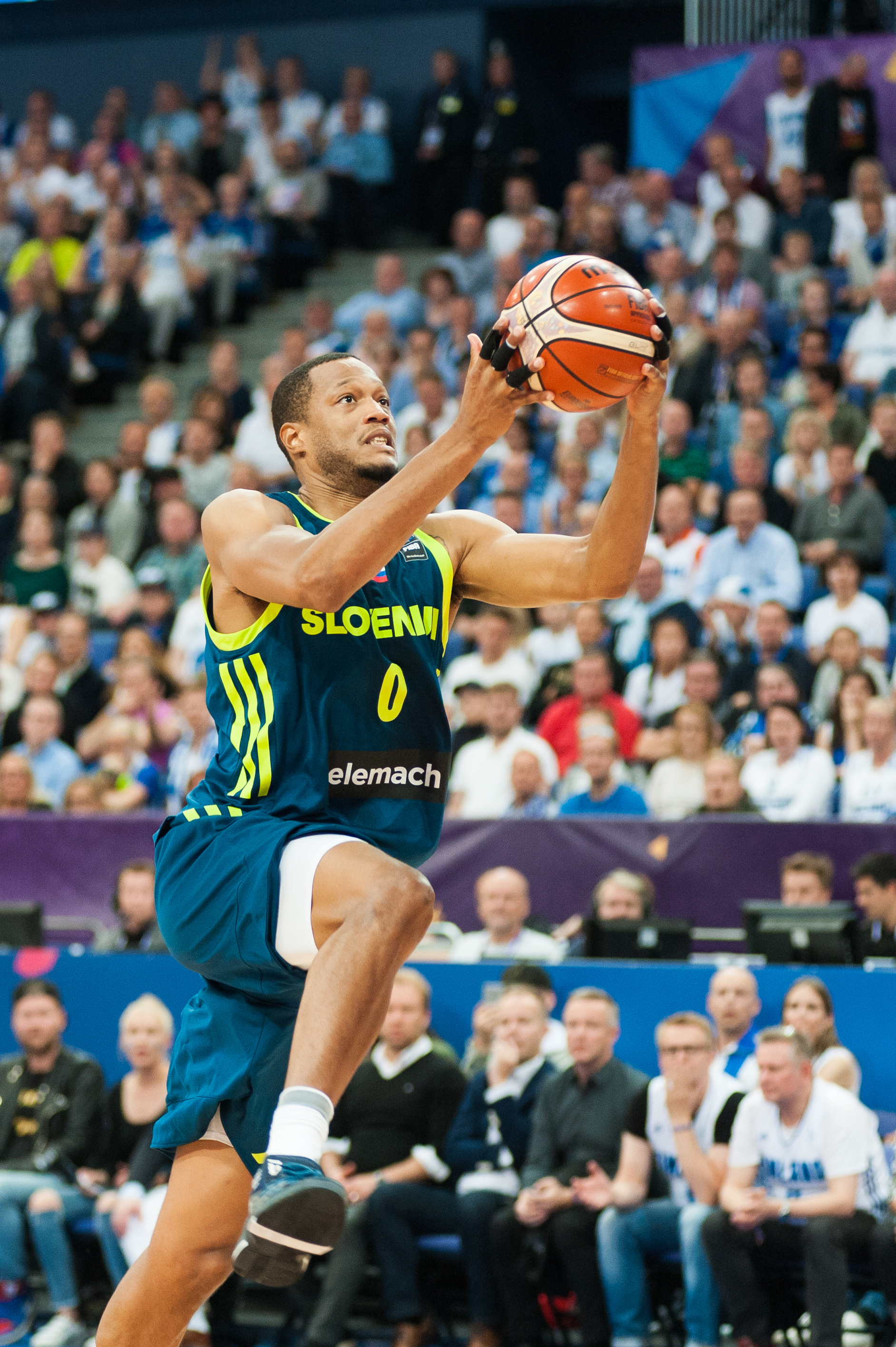
Anthony Randolph avec la Slovénie en 2017.

### En club

#### National
- Vainqueur de la Coupe du Roi 2017 avec le Real Madrid.
- Vainqueur de la Supercoupe d'Espagne 2018, 2019 et 2020 avec le Real Madrid.
- Champion d'Espagne en 2018, 2019 et 2022 avec le Real Madrid.

#### International
- Vainqueur de EuroLigue 2017-2018 avec le Real Madrid.
- Vainqueur de EuroLigue 2022-2023 avec le Real Madrid.

### Distinctions personnelles

#### National
- SEC All-Freshman Team en 2008.
- Membre de la deuxième équipe type de Liga Endesa 2016-2017.

#### International
- Membre de la deuxième équipe type de l'EuroCoupe 2014-2015.
- Membre de la deuxième équipe type de l'EuroLigue 2015-2016.

### Sélection nationale
- 3e des Jeux panaméricains en 2015 avec les États-Unis.
- Champion d'Europe en 2017 avec la Slovénie.

## Statistiques

### Universitaires
| Saison    | Équipe | Matchs | Titul. | Min./m | % Tir | % 3pts | % LF | Rbds/m. | Pass/m. | Int/m. | Ctr/m. | Pts/m. |
| --------- | ------ | ------ | ------ | ------ | ----- | ------ | ---- | ------- | ------- | ------ | ------ | ------ |
| 2007-2008 | LSU    | 31     | 31     | 32,8   | 46,4  | 10,5   | 69,3 | 8,48    | 1,23    | 1,13   | 2,26   | 15,58  |
| Total     |        | 31     | 31     | 32,8   | 46,4  | 10,5   | 69,3 | 8,48    | 1,23    | 1,13   | 2,26   | 15,58  |

### En NBA

#### En saison régulière
| Saison    | Équipe       | Matchs | Titul. | Min./m | % Tir | % 3pts | % LF | Rbds/m. | Pass/m. | Int/m. | Ctr/m. | Pts/m. |
| --------- | ------------ | ------ | ------ | ------ | ----- | ------ | ---- | ------- | ------- | ------ | ------ | ------ |
| 2008-2009 | Golden State | 63     | 22     | 17,9   | 46,2  | 0,0    | 71,6 | 5,76    | 0,78    | 0,67   | 1,17   | 7,92   |
| 2009-2010 | Golden State | 33     | 8      | 22,7   | 44,3  | 20,0   | 80,1 | 6,52    | 1,27    | 0,85   | 1,55   | 11,64  |
| 2019-2020 | Atlanta      | 14     | 0      | 11,5   | 31,8  | 6,7    | 64,7 | 1,60    | 0,90    | 0,50   | 0,10   | 2,90   |
| 2010-2011 | New York     | 17     | 0      | 7,5    | 31,1  | 25,0   | 50,0 | 2,35    | 0,41    | 0,24   | 0,47   | 2,06   |
| 2010-2011 | Minnesota    | 23     | 3      | 20,1   | 49,8  | 0,0    | 70,3 | 5,22    | 1,13    | 0,78   | 0,70   | 11,74  |
| 2011-2012 | Minnesota    | 34     | 5      | 15,2   | 47,0  | 0,0    | 76,2 | 3,62    | 0,56    | 0,38   | 1,03   | 7,41   |
| 2012-2013 | Denver       | 39     | 0      | 8,4    | 49,1  | 0,0    | 68,9 | 2,44    | 0,31    | 0,49   | 0,54   | 3,67   |
| 2013-2014 | Denver       | 43     | 5      | 12,3   | 38,6  | 29,5   | 75,4 | 2,84    | 0,74    | 0,60   | 0,44   | 4,79   |
| Total     | Total        | 252    | 43     | 15,2   | 45,3  | 24,1   | 74,0 | 4,28    | 0,74    | 0,60   | 0,89   | 7,10   |

#### En Playoffs
| Saison | Équipe | Matchs | Titul. | Min./m | % Tir | % 3pts | % LF | Rbds/m. | Pass/m. | Int/m. | Ctr/m. | Pts/m. |
| ------ | ------ | ------ | ------ | ------ | ----- | ------ | ---- | ------- | ------- | ------ | ------ | ------ |
| 2013   | Denver | 5      | 0      | 6,0    | 81,8  | 0,0    | 72,7 | 1,20    | 0,00    | 0,40   | 0,00   | 5,20   |
| Total  | Total  | 5      | 0      | 6,0    | 81,8  | 0,0    | 72,7 | 1,20    | 0,00    | 0,40   | 0,00   | 5,20   |

## Records sur une rencontre en NBA
Les records personnels d'Anthony Randolph en NBA sont les suivants, :
| Type de statistique        | Saison régulière | Saison régulière                 | Saison régulière | Playoffs | Playoffs                   | Playoffs      |
| Type de statistique        | Record           | Adversaire                       | Date             | Record   | Adversaire                 | Date          |
| -------------------------- | ---------------- | -------------------------------- | ---------------- | -------- | -------------------------- | ------------- |
| Points                     | 31               | @ Mavericks de Dallas            | 24 mars 2011     | 14       | Warriors de Golden State   | 23 avril 2013 |
| Paniers marqués            | 14               | @ Mavericks de Dallas            | 24 mars 2011     | 5        | Warriors de Golden State   | 23 avril 2013 |
| Paniers tentés             | 23               | Magic d'Orlando                  | 5 décembre 2009  | 6        | Warriors de Golden State   | 23 avril 2013 |
| Paniers à 3 points réussis | 3                | Warriors de Golden State         | 16 avril 2014    | -        | -                          | -             |
| Paniers à 3 points tentés  | 6                | Warriors de Golden State         | 16 avril 2014    | -        | -                          | -             |
| Lancers francs réussis     | 9                | @ 76ers de Philadelphie          | 14 décembre 2009 | 4        | 2 fois                     | 2 fois        |
| Lancers francs tentés      | 11               | @ 76ers de Philadelphie          | 14 décembre 2009 | 6        | Warriors de Golden State   | 23 avril 2013 |
| Rebonds offensifs          | 8                | @ Nuggets de Denver              | 28 mars 2009     | -        | -                          | -             |
| Rebonds défensifs          | 14               | Spurs de San Antonio             | 13 avril 2009    | 2        | @ Warriors de Golden State | 28 avril 2013 |
| Rebonds totaux             | 16               | Spurs de San Antonio             | 13 avril 2009    | 2        | @ Warriors de Golden State | 28 avril 2013 |
| Passes décisives           | 5                | 3 fois                           | 3 fois           | -        | -                          | -             |
| Interceptions              | 4                | 3 fois                           | 3 fois           | 1        | 2 fois                     | 2 fois        |
| Contres                    | 8                | @ Hornets de La Nouvelle-Orléans | 23 décembre 2009 | -        | -                          | -             |
| Balles perdues             | 7                | Kings de Sacramento              | 20 mars 2011     | 1        | 2 fois                     | 2 fois        |
| Minutes jouées             | 47               | @ Pistons de Détroit             | 6 mars 2009      | 10       | Warriors de Golden State   | 23 avril 2013 |

- Double-double : 21
- Triple-double : 0